# Hesper Anderson
Hesper Anderson (* 2. August 1934 in New York City; † 17. Oktober 2018 in Sherman Oaks, Kalifornien) war eine US-amerikanische Drehbuchautorin und Schriftstellerin.

## Leben
Hesper Anderson war eine Tochter des Dramatikers und Drehbuchautors Maxwell Anderson (1888–1959). Ihre Mutter starb durch Suizid, als Anderson 18 Jahre alt war. 1955 heiratete sie Earle Levenstein, mit dem sie drei Töchter bekam. 1968 folgte die Scheidung. Noch zuvor hatte Anderson begonnen, für das Magazin McCall’s zu schreiben und fokussierte nach dem Ende ihrer Ehe auf eine Karriere als Drehbuchautorin.
Erste realisierte Drehbücher verfasste sie für die Fernsehserie Dr. med. Marcus Welby in den Jahren 1973 und 1974. In den 1980er und frühen 1990er Jahren folgten einige Spielfilme für Kino und Fernsehen. Das Drehbuch zu Gottes vergessene Kinder brachte ihr 1987 eine Oscar-Nominierung in der Kategorie Bestes adaptiertes Drehbuch ein. In derselben Kategorie war sie bei den British Academy Film Awards 1987 nominiert.
Für ihr Drehbuch zu Touched by Love wurde sie 1981 für die Goldene Himbeere in der Kategorie Schlechtestes Drehbuch nominiert. 
Seit den 1990er Jahren unterrichtete Anderson Schreiben an der University of Southern California und der University of California, Los Angeles sowie, bis kurz vor ihrem Tod, in Privatkursen bei sich zu Hause.
2002 veröffentlichte sie unter dem Titel South Mountain Road ihre Erinnerungen, und drei Jahre später veröffentlichte sie den Roman MacDougal Street Ghosts.

## Filmografie (Auswahl)
- 1975: Begegnung aus dem Nichts (The UFO Incident)
- 1980: Touched by Love
- 1980: Verhängnisvolle Leidenschaft  (Rape and Marriage: The Rideout Case)
- 1986: Alptraum des Grauens (The Deliberate Stranger)
- 1986: Gottes vergessene Kinder (Children of a Lesser God)
- 1990: Abgründe des Lebens (Unspeakable Acts)
- 1991: Sommer auf Grand Isle (Grand Isle)